# USS Hilarity (AM-241)
USS Hilarity (AM-241) – trałowiec typu Admirable służący w United States Navy w czasie II wojny światowej. Służył na Pacyfiku.
Okręt został zwodowany 30 lipca 1944 w stoczni Winslow Marine Railway & Shipbuilding Co., Inc. w Winslow (Washington), matką chrzestną była L. H. Hirschy. Jednostka weszła do służby 27 listopada 1944, pierwszym dowódcą został Lt. J. B. McEvoy.
Brał udział w działaniach II wojny światowej. Oczyszczał z min wody Dalekiego Wschodu po wojnie. Przekazany Meksykowi w 1962 nosił nazwę DM-02 (D-2).

## Odznaczenia
„Hilarity” otrzymał 2 battle star za służbę w czasie II wojny światowej.